# Micropayment
Een micropayment is de betaling van een klein geldbedrag. Micropayments behoren tot betalingssystemen op internet. Micropayments worden gebruikt bij kleine transacties zoals informatie, toegang tot een website of dienst, of ter verificatie van een persoon.
Om verschillende redenen kunnen andere betalingssystemen niet praktisch zijn. Redenen voor het gebruik van micropayments kunnen zijn de wens tot anonimiteit, te hoge kosten van andere systemen ten opzichte van het af te rekenen bedrag, of de gebruiker is niet in staat om een andere manier van betaling te gebruiken.
Er zijn drie hoofdcategorieën in micropayments;
- Mobiele betalingen, zoals via sms
- Offlinesystemen, zoals tegoedbonnen
- Onlinerekeningtegoeden.

De transactiekosten bij betaalsystemen zoals iDEAL of creditcard zijn veelal te hoog voor de betaling van heel kleine bedragen. Bij een overboeking van € 1 is de eindontvanger een groot deel van de opbrengst kwijt aan de kosten van de betaling.
Micropayments worden veelal gebruikt voor content op internet. Meestal zijn micropayments verbonden aan een prepaid-betaalsysteem waarbij de gebruiker een fysiek of digitaal tegoed aanschaft.
In 2009 was in België PingPing in opkomst. Dit microbetalingssysteem van Mobile-for staat toe dat een gebruiker zijn betalingsaccount aanvult door geld over te schrijven via zijn rekening, oftewel door de account direct te linken aan het gsm-abonnement. Met PingPing kan men zowel betalingen doen via sms als met de tag die op de gsm geplakt wordt. Men behoeft dan slechts met de tag over de speciale kaartlezer in de winkel te bewegen en de betaling voltrekt zich zonder dat men een code hoeft in te geven. PingPing wordt zo bijvoorbeeld gebruikt voor betalingen van parkeerplaats, snoep- en drankautomaten, in restaurants en in winkels.
Bitcoin is niet zonder meer geschikt voor micropayments. De transactiekosten zijn daarvoor te groot, en het Bitcoinnetwerk zou volledig vastlopen indien kleine betalingen massaal via Bitcoin zouden worden uitgevoerd. Het is inmiddels echter wel mogelijk om met gebruik van het Lightning Network micropayments buiten Bitcoin om snel uit te kunnen voeren, waarbij alleen de transactie-ID en de begin- en eindtijd van de transactie in Bitcoin wordt vastgelegd.
Wet- en regelgeving, vooral door toezichthouders als De Nederlandsche Bank maken het aanbieden van onlinebetalingen niet eenvoudig.
In de afgelopen jaren zijn verschillende systemen zonder succes geïntroduceerd. Een historisch overzicht;
| Mobiele betalingen     | Onlinetegoeden      | Offline |
| ---------------------- | ------------------- | ------- |
| Moxmo (tot 2002)       | Secoin (tot 2004)   | Wallie  |
| Mobile2Pay             | Digipay (tot 2011)  | Ukash   |
| Payter                 | Digicash (tot 1999) |         |
| Rabo Mobiel (tot 2014) | E-Purse (tot 2000)  |         |
| Mollie                 | PayPal              |         |
| Minitix (tot 2015)     |                     |         |